# 1 Crónicas 7

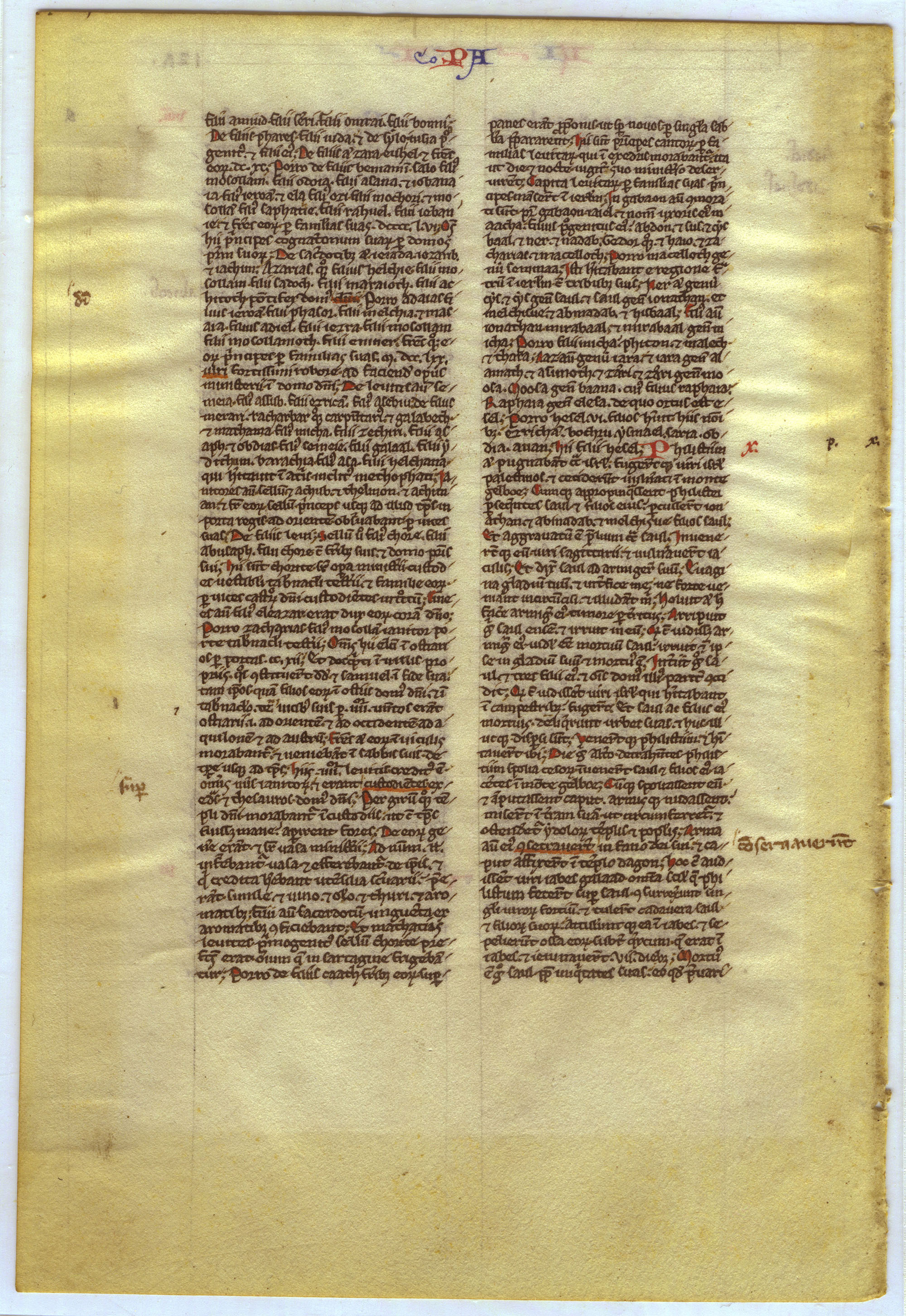
1 Crónicas 7:9-10:13. Hoja de vitela de c. 1240 Francia, escritura perlada.

1 Crónicas 7 es el tercer capítulo de los Libros de Crónicas en la Biblia hebrea o el Primer Libro de Crónicas en el Antiguo Testamento de la Biblia cristiana  El libro está compilado a partir de fuentes más antiguas por una persona o grupo desconocido, designado por los eruditos modernos como «el Cronista», y su forma final se estableció a finales del siglo V o IV a. C. Este capítulo contiene las genealogías de las tribus asentadas al norte de Judá: Isacar, Benjamín, Neftalí, Manasés, Efraín y Aser. Pertenece a la sección que se centra en la lista de genealogías desde Adán hasta las listas de las personas que regresaron del exilio en Babilonia (1 Crónicas 1:1 a 9:34).

## Texto
Este capítulo fue escrito originalmente en el idioma hebreo y está dividido en 40 versículos.

### Testigos textuales
Algunos manuscritos antiguos que contienen el texto de este capítulo en hebreo bíblico son de la tradición del Texto masorético, que incluye el Códice de Alepo (siglo X) y el Códice Leningradensis (1008).
También existe una traducción al griego koiné conocida como la Septuaginta, realizada en los últimos siglos a. C. Entre los manuscritos antiguos existentes de la versión de la Septuaginta se encuentran el Códice Vaticano (B; {\displaystyle \ ara{G}}B; siglo IV) y el Códice Alejandrino (A; {\displaystyle \ ara{G}}A; siglo V).

### Old Testament references
- 1 Chronicles 7:1: Génesis 46:13; 9[11]
- 1 Chronicles 7:6: Génesis 46:21; 9[11]
- 1 Chronicles 7:13: Génesis 46:24; 9[11]
- 1 Chronicles 7:14: Numbers 26:29[11]
- 1 Chronicles 7:20: Numbers 26:35[11]
- 1 Chronicles 7:30: Génesis 46:17; 9[11]
- 1 Chronicles 7:31: Génesis 46:17; 9[11]

## Estructura
Todo el capítulo pertenece a una disposición que comprende 1 Crónicas 2:3-8:40 con las tribus de Judá (David;
2:3–4:43) y Benjamín (Saúl; 8:1–40) que enmarcan la serie de listas mientras que la tribu sacerdotal de Leví (6:1–81) ancla el centro, en el siguiente orden: 
A La tribu real de David, Judá (2:3–4:43)
B Tribus del norte al este del Jordán (5:1–26)
X La tribu sacerdotal de Leví (6:1–81)
B' Tribus del norte al oeste del Jordán (7:1–40)
A' Tribu real de Benjamín de Saúl (8:1–40)

## Descendientes de Isacar (7:1-5)
La lista es paralela a Génesis 46:13 y Números 26:23–25, pero con información adicional sobre la tribu de Isacar cuya tierra asignada estaba situada al suroeste del mar de Galilea.

### Versículo 1
Los hijos de Isacar fueron Tola, Fúa, Jasub y Simrón, cuatro en total.
- Referencias cruzadas: Génesis 46:13; Números 26:23
- «Yashub»: de יָשׁ֥וּב yā-shūḇ, como en la lectura (qere)); por escrito: ישיב yā-shîḇ)[15] se escribe como «Job» en Génesis 46:13. Rashi señala que Job era el nombre original, pero cuando los hermanos se establecieron (נִתְיַשְּׁבוּ) para aprender la Torá (cf. 1 Crónicas 12:33), «de los hijos de Isacar, que poseían comprensión de los tiempos», se lo mereció, por lo que se llamó Jasub. [16]

«Puah» (hebreo: פוּאָ֛ה): escrito como «Puvvah» (פֻוָּ֖ה) en Génesis 46:13, y «Puvah» (פֻוָ֕ה) en Números 26:23. 

### Versículo 5
Y sus hermanos entre todas las familias de Isacar eran hombres valientes y poderosos, contados en total por sus genealogías en ochenta y siete mil.
- «Contados»: usado solo en el Libro de Esdras, el Libro de Nehemías y el de las Crónicas, indicando el periodo en el que se recopiló esta lista.[19]

## Descendientes de Benjamín (7:6-12)
Esta es una de las diversas genealogías de Benjamín en Crónicas y otros documentos del Antiguo Testamento, con un elemento unificador: Bela es el hijo primogénito de Benjamín (cf. Génesis 46:21; Números 26:38; 1 Crónicas 8:1). En 1 Crónicas 8:1-28 se enumera una genealogía más larga.

### Versículo 6
Los hijos de Benjamín: Bela, Bequer y Jediael, tres.
- «Bequer»: de בכר;[22] con diferentes vocales significaría «primogénito», por lo que la lectura original en Génesis 46:21 y aquí («Bela y Becher y»; hebreo: בלעובכרו) puede haber sido «Bela bechoro» (hebreo: בלעבכרו), «Bela su primogénito»,[23] como en 1 Crónicas 8:1.[24]

## Versículo 12
Y Suppim y Huppim fueron los hijos de Ir, Hushim el hijo de Aher». 
- «Shuppim»: se escribe como «Shupham»[26] o «Shephupham» en Números 26:39.[27]
- «Huppim»: se escribe como «Hupham» en Números 26:39.[26][27]
- «Ir»: se escribe como «Iri» en el versículo 7.[26][27]
- «Aher»: se escribe como «Ahiram» en Números 26:38.[26][27]

## Descendientes de Neftalí (7:13)
La genealogía consta de un solo versículo, en paralelo con Génesis 46:24 y Números 26:48-50.

## Descendientes de Manasés (7:14-19)
La lista es difícil de entender debido a la posible corrupción de la transmisión en algunos lugares, ya que difiere de la fuente más antigua (Números 26:29-34). También es paralela a Josué 17:1-6.

### Versículo 15
Y Maquir tomó por mujer a la hermana de Huppim y Suppim, cuya hermana se llamaba Maaca; y el nombre de la segunda era Tselofehad: y Tselofehad tuvo hijas.
- «Zelofehad tuvo hijas»: Se nombran cinco hijas que desempeñan un papel importante en Números 27:1-11 y 36:1-12 para la reinterpretación de las leyes de herencia que tradicionalmente estaban restringidas solo a los hijos.[29]

## Descendientes de Efraín (7:20-29)
Esta sección consta de 3 partes:
1. genealogía de Efraín
2. una historia
3. genealogía de Josué (continuación del versículo 21a)[19]

La genealogía de Josué se asemeja a la de David en 1 Crónicas 2:1–15.

### Versículo 22
Y Efraín, su padre, estuvo de luto muchos días, y sus hermanos fueron a consolarlo. 
Este versículo recuerda el comienzo de la historia de Job (Job 2:11), lo que sugiere que el Cronista deseaba establecer un paralelismo entre Job y Efraín, 

## Descendientes de Aser (7:30-40)
La primera parte de la genealogía de Aser es paralela a Génesis 46:17 y Números 26:44-7, pero el resto no tiene otro paralelo y contiene muchos más nombres no hebreos que otros documentos bíblicos.